# ألواح إغوبيوم

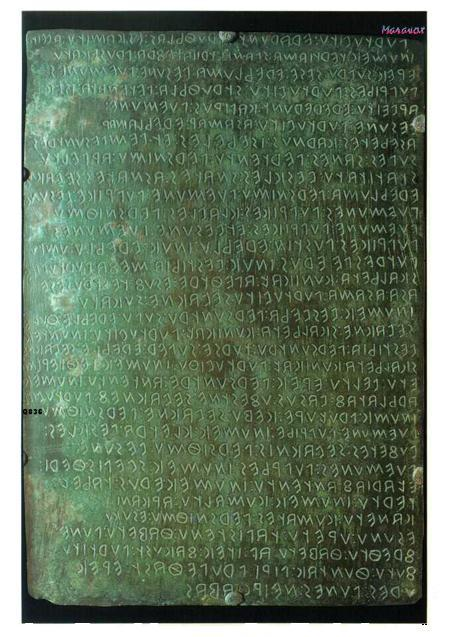
طاولة جوبيو

ألواح إغوبيوم، والمعروفة أيضًا بالألواح اليوغوبية أو اللوائح اليوغوبية، هي سلسلة من سبعة ألواح برونزية من إغوبيوم القديمة (غوبيو اليوم) في إيطاليا، مكتوبة باللغة الأُمْبْرِيَّة الإيطالية القديمة. يُرجح أن الألواح الأولى، المكتوبة بالأبجدية الأمبرية الأصلية، قد أُنتجت في القرن الثالث ق.م، والأخيرة المكتوبة بالأبجدية اللاتينية ترجع إلى القرن الأول ق.م. تضم الألواح نقوشًا دينية تخلد أفعال وطقوس الإخوة الأتيديين، وهم مجموعة من اثني عشر كاهنًا من كهنة جوبيتر ذوي الوظائف البلدية المهمة في إغوبيوم. تشبه البنية الدينية الظاهرة في الألواح بنية المرحلة المبكرة في الديانة الرومانية، إذ تعكس الثالوث الروماني القديم ومجموعة الآلهة المرتبطة ارتباطًا أوثق بجوبيتر. اكتُشفت في حقل فلاح قرب سكيدجا في عام 1444، وهي حاليًا في المتحف المدني ببالازو دي كونسولي في غوبيو.
الألواح حتى الآن أطول وثيقة وأهمها في أي من مجموعة اللغات الأوسكانية الأمبرية، المرتبطة ارتباطًا وثيقًا باللاتينية. سلطت الألواح الضوء على قواعد هذه اللغة القديمة الميتة، وأيضًا على الممارسات الدينية لشعوب إيطاليا القديمة، بما في ذلك ديانة الروم القديمة. يظهر أن أجزاء من الألواح السادس والسابع كُتبت على البحر النبريّ، الشبيه بالبحر الساتورني الذي نجده في الشعر اللاتيني الأقدم.
نُشر النص الكامل، مع ترجمة إلى اللاتينية، في عام 1849 على يد أوفريخت وكيرشوف، ونشره في لندن عام 1863 فرانسيس نيومان، وفي 1931 نشره ألبريخت فون بلومينتال. يعود تاريخ طبعة جي. ديفوتو المتميزة إلى عام 1948. نشر جيمس دبليو. بولتني كتابه المفصل «لوائح إغوبيوم البرونزية» في 1959 (والذي تلقى جائزة غودوين في 1961)، والذي ضم ترجمات بالإنجليزية إلى جانب الملاحظات الغزيرة والفهرس وإلى آخره. رغم أن المعنى العام للألواح واضح، ما يزال ثمة العديد من النقاط والقضايا الغامضة والمتنازع فيها. والمشقة الرئيسة في فهم النص هي المعرفة الهزيلة بالمفردات الأمبرية.
الألواح هي الوثائق الوحيدة التي تفصّل تمامًا الطقوس المقدسة لديانات أوروبا القديمة والتي وصلتنا في حالة سليمة تقريبًا. علاوة على ذلك، يتناول محتواها الطقوس (الأضاحي والصلوات) الموجهة لأعلى آلهة المجتمع المحلي وقد يعكس إلى حد ما المعتقدات والممارسات الدينية للشعوب الإيطالية. وبالتالي، فقد كرس عدد ضخم من الباحثين جهودهم لقراءتها وفك رموزها منذ اكتشافها.
يشترك مهرجان سيري المعاصر، الذي يُحتفل به كل عام في غوبيو في 15 مايو تكريمًا للأسقف أوبالد أو أوبالدو الغوبي (1084- 1160)، في بعض الملامح مع الطقوس التي يصفها النص لذا قد يكون ناجيًا من التقاليد القديمة ما قبل المسيحية. يُحتفل به أيضًا في جيسوب ببنسلفانيا، وهي بلدة فيها عدد كبير من المهاجرين من منطقة غوبيو، باعتباره يوم القديس أوبالدو.

## اكتشافها
ثمة روايتان لاكتشاف الألواح: تقول الأولى إن فلاحًا وجدها في حقل قرب سكيدجا في 1444. بعد وفاته، باعها صهره وزوجته وأختها لمدينة جوبيو بصك موثق في 25 أغسطس 1456 مقابل عامين من حقوق الزراعة. ونظرًا لأن سكيدجا كانت مدينة معبد جوبيتر الأبينيني، وهو مقام أمبري مهم، فمن الجائز أن الألواح كانت في المعبد نفسه. أما الثانية، والتي وُلدت في القرن السابع عشر، تنص على أن الألواح وُجدت في قبو مسرح روماني في غوبيو. بأي حال، بالنظر إلى أن جميع الفاعلين المتورطين في بيع الألواح كانوا من سكان سكيدجا الأصليين، وأن إيجادها في سكيدجا نفسها مُثبت منذ أوائل القرن السابع عشر على الأقل، وأن مصادر إيجادها في غوبيو تشهد في الوقت نفسه على أن الألواح كانت في الأصل تسعة وأن اثنين منها أُعيرا للبندقية، ولم يُعادا أبدًا (وهذا كاذب بوضوح)، فمن المحتمل أن حكاية إيجادها في غوبيو لها أصل شوفيني.

## فك رموزها
يتعلق محتوى الألواح بالديانات والمراسم التي كان يُحتفل بها في إغوبيوم، والتنظيم الديني للبلدة وحدودها.
أجرى برناردينو بالدي أول محاولة لفك رموز معانيها في مطلع القرن السابع عشر، وتبعه أدريان فان شرايك، الذي خال أنه حاز على أقدم نصب اللغة الجرمانية الدنيا، وفسرها وفق ذلك. تعرف أوليفييري إلى اسم اليوغوبي في كلمة واحدة تكرر ذكرها. أشار لويس بورغيت إلى أن أحد الألواح المكتوبة بأحرف إترورية يتوافق تصورة رئيسة مع لوحين مكتوبين بأحرف رومانية. أظهر كارل أوتفريد مولر، في كتابه العظيم داي إتروسكير، أنه على الرغم من استخدام الأحرف الإترورية، فإن لغة النقوش مختلفة تمامًا عن الإترورية. أضاف ليبسيوس إضافة عظيمة إلى النقد الإبيغرافي للألواح، وحاول لاسن وغروتفيند عدة محاولات ناجحة في تفسيرها. وأخيرًا، جمع أوفريخت وكيرشوف جهود سابقيهم وعملا وفقًا لمنهج علمي صارم، فأوصلا تفسير الألواح إلى درجة من الكمال بالكاد كان يؤمل تحقيقها.

## الملاحظة الإبيغرافية
نُقشت الألواح على البرونز. قاد تحليل المظهر الخارجي للمادة الداعمة الباحثين إلى استخلاص أن الألواح الخامس والسادس والسابع كانت مجهزة للعرض على العامة. أما البقية فصُبت باعتبارها أرشيفًا. هي منقوشة بالأبجدية الإيطالية المشتقة من الإترورية (من تي. آي. إلى في بي 8) وبالأبجدية اللاتينية (من تي. في بي 9 فصاعدًا، والسادس والسابع).

## تاريخها
سمحت دراسة الدوكتوس (أسلوب الكتابة)، التي أجريت عبر مقارنة الألواح ونقوش أخرى من منطقة إيطاليا الوسطى، للباحثين أن يستخلصوا أن تاريخها يرجع إلى ما لا يتجاوز نهاية القرن الثالث بالنسبة لتي. الثالث والرابع إلى النصف الأول من القرن الأول بالنسبة لتي. السادس والسابع.

## محتواها
تقدم الألواح من الأول إلى الخامس موضوعها بطريقة موجزة وواقعية. يكرر اللوحان السادس والسابع نفس موضوع الأول بطريقة أكثر تفصيلًا وتخفيفًا بكثير، رفقة نوايا ودلالات أدبية وحماسية واضحة. محتوى الألواح معطى أدناه، بترتيبها النسبي من العصور القديمة كما حدده نيومان بناءً على سلطة أوفريخت وكيرشوف، وهو مطابق لما أشار إليه مؤخرًا أيه. ماجياني.

### اللوحان الثالث والرابع
وصفات عامة متعلقة بإمساك الأضحية، والتضحية بالأوفيس (الحمل) لبويمونوس وفيسونا قرب بستان مقدس. تحتوي على تفاصيل تخص اختيار أوتور (أوكتور، رأس، وربما أوغور) الاحتفال، وترتيبات أدوات الطقس، والدعوات الطقسية من أجل سلامة المدينة إلى لاف باتري وبويمونوس، وتوزيع لحم الأضاحي والإراقات.